# 韦尔泽
韦尔泽（法語：Verzé，法語發音：[vɛʁze]）是法国索恩-卢瓦尔省的一个市镇，属于马孔区。

## 地理
韦尔泽（46°22'38"N, 4°44'6"E）面积19.84 平方千米，位于法国勃艮第-弗朗什-孔泰大區索恩-卢瓦尔省，该省份为法国中部省份，北起顺时针与科多尔省、汝拉省、安省、罗讷省、卢瓦尔省、阿列省和涅夫勒省接壤。
与韦尔泽接壤的市镇（或旧市镇、城区）包括：伊热、贝尔泽勒沙泰勒、贝尔泽城、克呂尼、莱泽、拉罗什维讷斯、圣莫里斯德萨托奈。

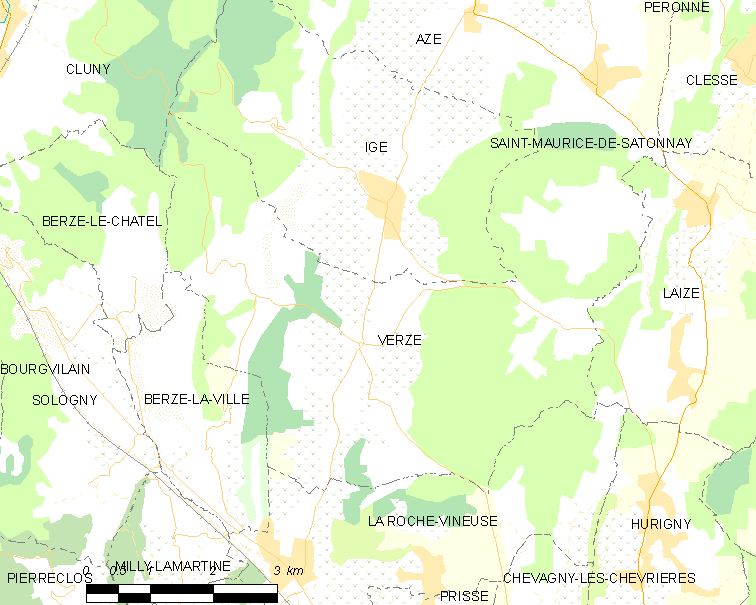
韦尔泽的OSM定位图

韦尔泽的时区为UTC+01:00、UTC+02:00（夏令时）。

## 行政
韦尔泽的邮政编码为71960，INSEE市镇编码为71574。

## 政治
韦尔泽所属的省级选区为于里尼县、canton of Mâcon-Nord。

## 人口

1962-2008年间韦尔泽人口变化图示

韦尔泽于2022年1月1日时的人口数量为855人。